# Thylamys
Thylamys — рід ссавців з родини опосумових. 

## Морфологічна характеристика
Голова й тулуб завдовжки 68–150 мм, хвіст завдовжки 90–160 мм, вага 18–55 грамів. Волосяний покрив дуже густий і м'який, зверху має різні відтінки від сірого до коричневого забарвлення, а знизу жовтуватий чи білуватий, на лиці є чорні кільця навколо очей. Хвіст безволосий чи з рідкісними волосками, окрім основи, й сезонно стає товстим через накопичення запасів жиру. Сумки нема чи не розвинена. Великі очі, загострена мордочка й великі вуха Thylamys характерні для більшості опосумів.

## Середовище проживання
Населяють різноманітні екосистеми у Південній Америці.

## Спосіб життя
Є й деревні й наземні види. Це нічні солітарні тварини, як і більшість опосумів. Всеїдні, в основному харчуються комахами, дрібними хребетними і фруктами.

## Систематика
Thylamys
- вид Thylamys elegans
- вид Thylamys fenestrae
- вид Thylamys karimii
- вид Thylamys macrurus
- вид Thylamys pallidior
- вид Thylamys pusillus
- вид Thylamys sponsorius
- вид Thylamys tatei
- вид Thylamys velutinus
- вид Thylamys venustus
- вимерлі види: Thylamys colombianus, Thylamys minutus, Thylamys pinei, Thylamys zettii